# Mikuláš Bek
Mikuláš Bek (* 22. dubna 1964 Šternberk) je český politik a vysokoškolský učitel, docent muzikologie na Filozofické fakultě Masarykovy univerzity. V letech 2011 až 2019 byl rektorem Masarykovy univerzity. Od května 2023 je ministrem školství, mládeže a tělovýchovy ve vládě Petra Fialy, v níž před uvedením do čela rezortu školství zastával od prosince 2021 post ministra pro evropské záležitosti.
V letech 2018 až 2024 působil jako senátor za obvod č. 59 – Brno-město, v letech 2022 až 2025 byl členem předsednictva hnutí STAN. Byl též místopředsedou České konference rektorů pro oblast vzdělávání.

## Život
Narodil se v rodině muzikologa Josefa Beka (1934–2005). V roce 1986 absolvoval studium hudební vědy na Filozofické fakultě Masarykovy univerzity (tehdy UJEP) v Brně, vedoucím jeho diplomové práce Ke genezi Dvořákova Jakobína byl Miloš Štědroň. Ve studiu pokračoval na Filozofické fakultě Univerzity Karlovy v Praze. Tam byl členem fakultního výboru SSM se zodpovědností za organizaci Studentské vědecké odborné soutěže. V roce 1988 se stal kandidátem KSČ, k členství ve straně ovšem jeho kandidatura nedospěla. 17. listopadu 1989 se zúčastnil protirežimní demonstrace na Národní třídě a poté na FF UK spoluzakládal stávkový výbor. V týdnu po 17. listopadu svou kandidaturu zrušil. Doktorský titul získal roku 1995 na FF UK prací Vybrané problémy hudební sociologie pod vedením Ivana Vojtěcha. Roku 2004 byl habilitován pro obor muzikologie na MU.
Kariéru začínal v roce 1987 na katedře (později ústavu) hudební vědy FF UK v Praze, kde v letech 1990–1999 pracoval jako asistent a odborný asistent, a v letech 1991–2002 byl též zaměstnán na částečný úvazek na katedře muzikologie Filozofické fakulty Univerzity Palackého v Olomouci. Od roku 1998 působí na Ústavu hudební vědy FF MU, který v letech 1999–2004 vedl. Zaměřuje se na hudební sociologii, dějiny novější hudby 19. a 20. století a metody hudební analýzy. Je spoluautorem projektu Český hudební slovník osob a institucí.

## Rektor Masarykovy univerzity
Od září 2004 byl prorektorem MU pro vnější vztahy, od prosince 2005 pro strategii a vnější vztahy. Dne 26. dubna 2011 byl Akademickým senátem Masarykovy univerzity zvolen za jejího nového rektora a dne 26. srpna 2011 jej prezident republiky jmenoval (s účinností od 1. září 2011). V dubnu 2015 ho Akademický senát Masarykovy univerzity zvolil rektorem i pro druhé funkční období, ze 49 přítomných senátorů z celkových 50 získal 41 hlasů. Prezident Zeman jej pak jmenoval 16. července.
Masarykova univerzita pod Bekovým vedením dokončila rozvoj své vzdělávací a výzkumné infrastruktury v Univerzitním kampusu Bohunice (otevření pavilonů Středoevropského technologického institutu Ceitec, Centra pro výzkum toxických látek v prostředí Recetox i Centra experimentální, systematické a ekologické biologie Ceseb) a na fakultách v centru Brna (nová knihovna Pedagogické fakulty MU, rekonstrukce hlavního areálu Filozofické fakulty MU, přestavba Fakulty informatiky MU a další projekty).

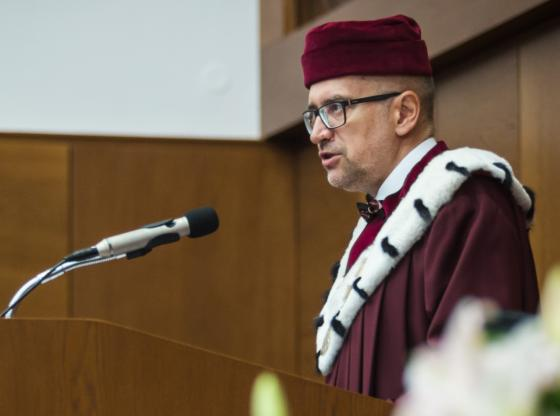
Mikluš Bek jako rektor Masarykovy univerzity (2018)

Ve druhém Bekově volebním období začala Masarykova univerzita zlepšovat své mezinárodní postavení ve světových žebříčcích vysokých škol Times Higher Education a Quacquarelli Symonds. V žebříčku Quacquarelli Symonds se v roce 2017 umístila na 551. až 600. místě a byla třetí nejlépe hodnocenou českou univerzitou. V žebříčku Times Higher Education se v roce 2017 posunula mezi školy na 501. až 600. pozici a v rámci České republiky jí poprvé patřilo druhé místo. Masarykova univerzita pod Bekovým vedením získala v roce 2018 institucionální akreditaci pro 23 oblastí vzdělávání a zřídila Radu pro vnitřní hodnocení, prostřednictvím které se sama může schvalovat a měnit studijní programy.
Univerzita za Bekova působení výrazně vstupovala i do veřejného života. Od města Brna si v roce 2013 dlouhodobě pronajala kino Scala, které získalo statut univerzitního a vedle standardního promítání filmů hostí i odborné konference, přednášky nebo akademické obřady. V roce 2014 zase MU otevřela dětskou univerzitu MjUNI. Škola za Bekova působení také změnila své logo. Na nový jednotný vizuální styl, který navrhlo Studio Najbrt, univerzita postupně v roce 2018 přecházela a Bek se jej před akademickou obcí výslovně zastal. Druhé funkční období mu skončilo na konci srpna 2019 a od září 2019 jej ve funkci rektora nahradil Martin Bareš.

### Spory s Milošem Zemanem
| „                   | Současný prezident je čestným předsedou jedné z volebních stran, jež je po něm dokonce pojmenována, a jeho tvář na nás shlíží z volebních billboardů této strany. Jeho vystoupení na půdě univerzity v době volební kampaně by bylo jasným narušením principu politické neutrality univerzity vůči soutěži demokratických stran o přízeň voličů, studentů a zaměstnanců univerzity. | “ |
| — Mikuláš Bek, 2013 | |   |

Prezident České republiky Miloš Zeman v září 2013 při návštěvě Brna projevil zájem vystoupit na Masarykově univerzitě před studenty ekonomie. Mikuláš Bek mu to však jako rektor neumožnil. Jako důvod uvedl blížící se sněmovní volby, které proběhly 25.–26. října 2013.
Miloš Zeman v odvetě Mikuláše Beka spolu s Liborem Grubhofferem, tehdejším rektorem Jihočeské univerzity v Českých Budějovicích, se kterým měl taktéž osobní spor, nepozval na oslavu státního svátku spojenou s předáváním státních vyznamenání 28. října v letech 2013, 2014, 2015 a Beka (druhý rektor mezitím skončil ve funkci) ani v letech 2016, 2017 a 2018. Bek uvedl, že vnímá Zemanovo gesto jako spor prezidenta s univerzitou a nikoliv se sebou samým. Pozval Miloše Zemana k jiné přednášce na univerzitě v lednu 2014, ten to však odmítl. V roce 2015 se Česká konference rektorů rozhodla ze solidarity k přehlíženým rektorům hromadně obdržená pozvání na oslavu státního svátku ignorovat. V roce 2016 byla ohlášena neúčast většiny rektorů a Miloš Zeman prostřednictvím svého mluvčího informoval, že uvažuje takové rektory příští rok už na předávání státních vyznamenání znovu nezvat.

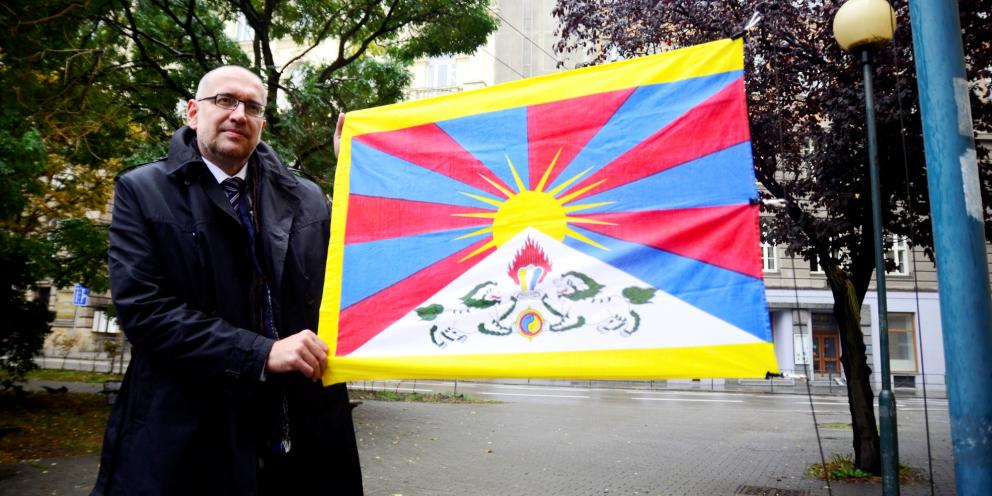
Mikuláš Bek s tibetskou vlajkou, kterou na univerzitě vyvěsil 19. října 2016 v rámci jednoho ze sporů s Milošem Zemanem

Když 18. října 2016 prezident s dalšími ústavními činiteli v souvislosti se setkáním ministra kultury Daniela Hermana s dalajlámou vydal prohlášení ujišťující představitele Čínské lidové republiky, že šlo pouze o ministrovu osobní aktivitu, vyjádřil Bek 19. října své znepokojení nad tónem tohoto prohlášení vyvěšením tibetské vlajky před budovou rektorátu v symbolický čas za pět minut dvanáct a k jeho aktivitě se přidala i řada dalších českých vysokých škol. Namísto předávání státních vyznamenání na Pražském hradě, kam nebyl pozván, pak 28. října spolu s dalšími osobnostmi zúčastnil alternativní akce na Staroměstském náměstí. Tam vystoupil po boku prorektora Univerzity Karlovy Martina Kováře a rektora Univerzity Palackého Jaroslava Millera. Posledně jmenovaný předal na této akci univerzitní ocenění Jiřímu Bradymu, přeživšímu holokaustu a strýci ministra Hermana. Brady měl být dle Hermanova tvrzení původně oceněn státním vyznamenáním, jehož plánované udělení ale prezident zrušil poté, co se Herman i přes Zemanovo varování sešel 18. října s dalajlámou.

## Politické působení
Na konci ledna 2018 oznámil, že chce kandidovat ve volbách do Senátu PČR na podzim 2018 v obvodu č. 59 – Brno-město. Stávající senátorkou byla Eliška Wagnerová, ta se však již rozhodla mandát neobhajovat. V kandidatuře jej podpořila TOP 09, k níž se přidaly také ODS, hnutí STAN a Zelení. Se ziskem 38,17 % hlasů vyhrál první kolo voleb a ve druhém kole se utkal s nestraníkem za hnutí ANO 2011 Jaromírem Ostrým. Toho porazil poměrem hlasů 72,40 % : 27,59 % a stal se senátorem. Následně oznámil, že se stane členem Senátorského klubu Starostové a nezávislí. V něm zastával od 29. ledna 2019 do 15. října 2022 funkci 2. místopředsedy klubu.
V Senátu působil jako člen Stálé komise Senátu pro dohled nad poskytováním veřejných prostředků a pro analýzu kontrolních postupů finanční správy, Stálé komise Senátu pro krajany žijící v zahraničí a Stálé komise Senátu pro sdělovací prostředky. Ve 13. funkčním období Senátu (2020–2022) byl zvolen předsedou Výboru pro záležitosti Evropské unie a tuto funkci zastával do doby, než se stal ministrem pro evropské záležitosti.
V krajských volbách v roce 2020 kandidoval již jako člen hnutí STAN na kandidátce koalice Starostové pro jižní Moravu (tj. hnutí STAN a hnutí SOL) do Zastupitelstva Jihomoravského kraje, ale neuspěl.
V listopadu 2021 se stal kandidátem hnutí STAN na post ministra pro evropské záležitosti ČR ve vznikající vládě Petra Fialy (tj. koalice SPOLU a Piráti a Starostové). V polovině prosince 2021 jej do této funkce prezident ČR Miloš Zeman jmenoval, a to na zámku v Lánech. Jeho stěžejním úkolem v roli ministra v první polovině roku 2022 bylo dokončení příprav českého předsednictví v Radě EU (druhá polovina roku). Ze své pozice po dobu předsednictví řídil zasedání Rady pro obecné záležitosti a zastupoval Radu v Evropském parlamentu na jednání jeho pléna. V červenci 2022 se stal členem předsednictva hnutí STAN, post zastával do května 2025.
Dne 20. dubna 2023 oznámil ministr školství Vladimír Balaš, že na funkci ze zdravotních důvodů rezignuje a Bek ho tak ke 4. květnu ve funkci ministra nahradil. Do funkce ministra pro evropské záležitosti pak místo Beka nastoupil dosavadní náměstek ministra zahraničních věcí Martin Dvořák. V březnu 2024 oznámil, že ve volbách do Senátu PČR na podzim 2024 nebude kandidovat a tudíž obhajovat svůj senátorský mandát. Své rozhodnutí zdůvodnil tím, že se chce plně věnovat potřebným změnám ve školství.
V únoru 2025 pak oznámil, že nebude kandidovat ani ve volbách do Poslanecké sněmovny PČR na podzim 2025. Zdůvodnil to potřebou skloubit profesní a rodinný život, což by bylo podle něj nemožné v režimu, který je obvyklý ve Sněmovně.

## Osobní život
Žil v Dambořicích a poté přechodně a následně od roku 2017 trvale v Brně. V lednu 2018 oznámil, že se rozvádí se svou manželkou Drahomírou Bekovou, a zveřejnil svůj vztah s Markétou Majerovou, tiskovou mluvčí vzdělávací firmy Scio. S ní se pak v červenci 2019 oženil.

## Kontroverze
V dubnu 2024 média zjistila, že Ministerstvo školství proplácelo Bekovi v době jeho výkonu funkce ministra náhradu na přechodné ubytování v Praze ve výši 57 105 korun. Šlo o byt na Břevnově, který měl tři pokoje a rozlohu 80 metrů čtverečných. Bek tím měl nejdražší služební bydlení v metropoli ze všech členů vlády. Podle MF Dnes Bek přitom v Praze trávil jen tři dny v týdnu, víkendy si totiž pravidelně prodlužoval o pátek a pondělí.
V květnu 2024 byl mediálně kritizován za to, že při cestě domů na Moravu využil majáček služebního vozu a projel záchranářskou uličkou během nehody na dálnici D1. Podle vyjádření ministerstva Beka v místě bydliště čekal ještě videorozhovor. Měl tedy spěchat z pracovních důvodů.
V době jeho působení ve vládě Petra Fialy (ODS) byl tematizován jeho souběh výkonu funkce senátora (tu vykonával od roku 2018). Podle zjištění médií z 679 hlasování v Senátu chyběl 520krát. Na plénu horní komory od roku 2022 ani nevystoupil. V roli senátora také od roku 2022 nepředložil žádný zákon. Senát mu přitom ročně proplatí na náhradách přes milion korun. Sám Bek v reakci uvedl, že role senátora a ministra se činnostmi překrývají, ale že po vypršení mandátu v roce 2024 již nehodlá znovu kandidovat. Většinu z náhrad čerpal na svou senátorskou kancelář a tamní zaměstnance.

## Dílo
- BEK, Mikuláš. Vybrané problémy hudební sociologie. 1. vyd. Olomouc: Vydavatelství Univerzity Palackého, 1993. 96 s. ISBN 80-7067-318-4
- BEK, Mikuláš. Konzervatoř Evropy? K sociologii české hudebnosti. Praha: KLP – Koniasch Latin Press, 2003. 278 s. musicologica.cz, sv. 1. ISBN 80-85917-99-8